# Karel Jaromír Erben

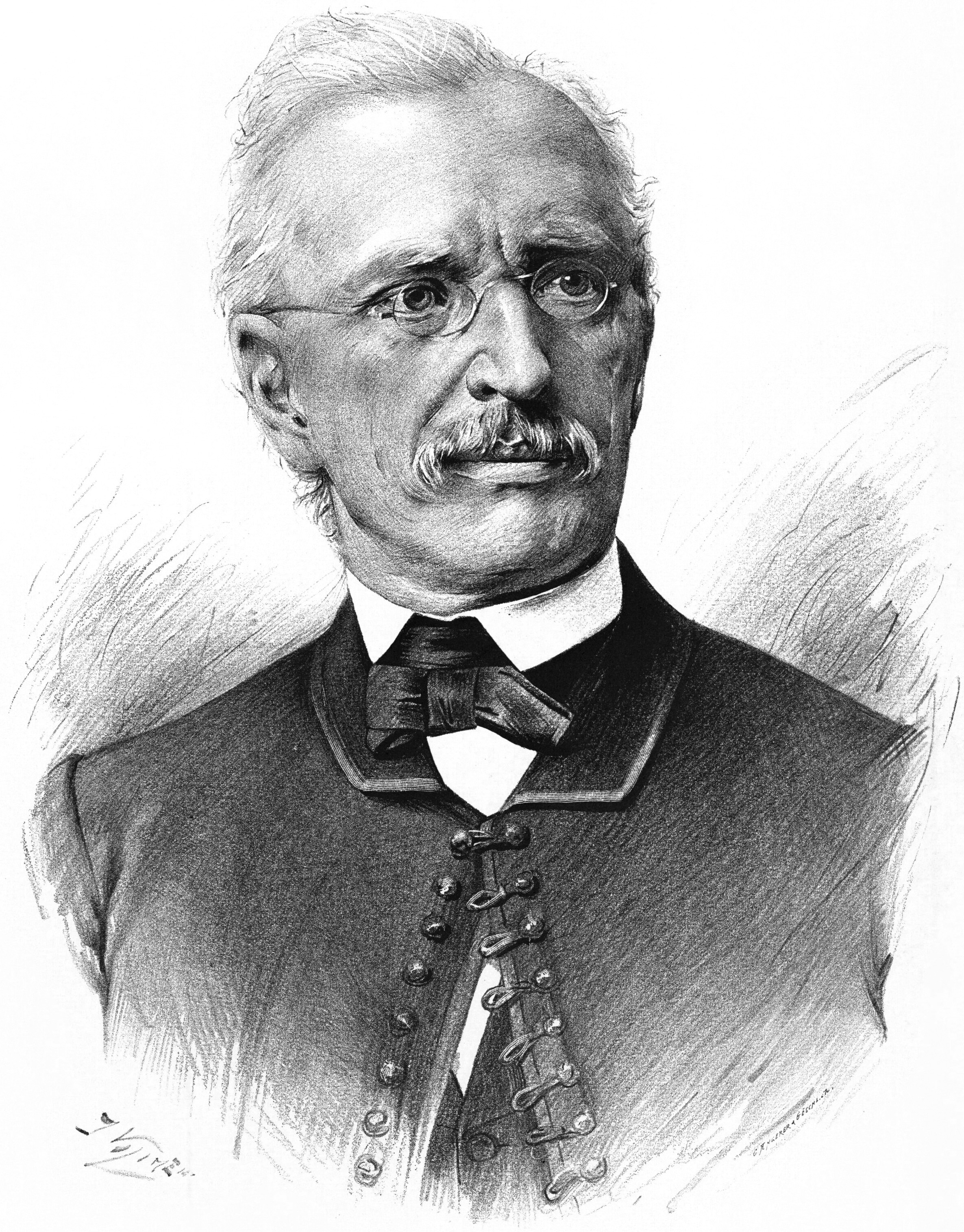
Karel Jaromír Erben.

Karel Jaromír Erben. född 7 november 1811 i Miletín, död 21 november 1870 i Prag, var en tjeckisk författare. 
Erben blev František Palackýs medhjälpare i arkivforskning. Han deltog i 1848 års politiska rörelser och utnämndes 1851 till stadsarkivarie i Prag. Han samlade bland annat in arkivmaterial om Böhmen och Mährens historia vilket blev ett verk med ett rikt material av folkliga dikter och sagor. Det blev även en inspirationskälla för hans egen diktning.
Såsom poet blev Erben mycket populär genom en samling folkliga ballader, Kytice z povĕsti narodnich (1853; sjunde upplagan 1893; balladen "Julafton" finns översatt i Alfred Jensens Ur Böhmens moderna diktning, 1894), som fick stort inflytande på Jan Neruda och den nationella konstpoesin i det slaviska Böhmen. Erbens förnämsta litterära arbete var utgivandet av gammaltjeckiska skrifter, däribland "Jan Hus'" (1864-68) och "Štitnýs" (1851), samt många arbeten rörande Prags äldre historia. Dessutom utgav han en samling tjeckiska folkvisor, Písni narodní v Čechách (1842 och 1845; ny utökad upplaga 1862-63).
Sju av balladerna i Kytice z povĕsti narodnich ligger till grund för den tjeckiska filmen Kytice från år 2000.